# Ед Рейнс
Едвард Юджін Рейнс (англ. Edward Eugene Rains, нар. 24 грудня 1956, Окала, Флорида, США) — американський професіональний баскетболіст, що грав на позиції легкого форварда за команду НБА «Сан-Антоніо Сперс».

## Ігрова кар'єра
На університетському рівні грав за команду Саут Алабама (1977–1981). Будучи на четвертому курсі, став найкращим баскетболістом року конференції Sun Belt.
1981 року був обраний у другому раунді драфту НБА під загальним 30-м номером командою «Сан-Антоніо Сперс». Захищав кольори команди із Сан-Антоніо протягом усієї історії виступів у НБА, яка налічувала 2 сезони. За цей час зіграв 83 матчі.